# ماريانو كاناردو
ماريانو كاناردو (بالإسبانية: Mariano Cañardo)‏ مواليد 5 فبراير 1906 في إسبانيا - الوفاة 20 مايو 1987 في برشلونة، كان دراج إسباني في صنف سباق الدراجات على الطريق.

## سجل النتائج

### سباقات أو مراحل فاز بها
- طواف فرنسا
- طواف إسبانيا

## وصلات خارجية
- الموقع الرسمي

## روابط خارجية
- ماريانو كاناردو على موقع أرشيف الدراجات (الإنجليزية)
- ماريانو كاناردو على موقع إحصائيات الدراجات الإحترافية (الإنجليزية)
- ماريانو كاناردو على موقع CycleBase (الإنجليزية)